# Mohamed Fouzair
Mohamed Fouzair (arabisch محمد فوزير, DMG Muḥammad Fūzair; * 24. Dezember 1991 in Casablanca) ist ein marokkanischer Fußballspieler.

## Karriere

### Klub
Er wechselte zur Saison 2011/12 von der U23 von Raja Casablanca nach FUS Rabat. Mit diesen wurde er dann jeweils einmal Pokalsieger und Meister. Zur Spielzeit 2017/18 wechselte er schließlich nach Saudi-Arabien, wo er nun für al-Nasr auflief. Nach dem Ende der Saison wurde er von hier wieder in sein Heimatland zu IR Tanger verliehen. Ende des Jahres kehrte er dann wieder zurück zu al-Nasr. Dort ging es dann erneut per Leihe diesmal zu Ohod al-Medina, wo er dann den Rest der Saison verbrachte. Nach seiner Rückkehr verließ er dann aber auch seinen Stammklub und wechselte zu al-Raed, wo er auch noch bis heute spielt.

### Nationalmannschaft
Seinen ersten bekannten Einsatz für die marokkanische A-Nationalmannschaft hatte er am 4. Dezember 2021 bei einem 4:0-Sieg über Jordanien während der Gruppenphase des FIFA-Arabien-Pokal 2021. Hier wurde er in der 85. Minute für Isamil El Haddad eingewechselt. Danach bekam er in der Gruppenphase noch einen weiteren Einsatz, am Ende schaffte es seine Mannschaft bis in das Viertelfinale.